# Louisa May Alcottová
Louisa May Alcottová (29. listopadu 1832, Germantown, Pensylvánie, USA – 6. března 1888, Boston, Massachusetts, USA) byla americká spisovatelka, proslavená především dílem Malé ženy (Little Women), které pojednává o jejím dětství se třemi sestrami v městečku Concord v americkém Massachusetts.

## Dětství a literární začátky
Otec Amos Bronson Alcott (1799–1888) byl učitelem a žil v duchu německé filosofie zvané transcendentalismus, což ovlivnilo Louisu a celou rodinu v jejich smýšlení i životech. O narození Louisy píše matka Abigail May Alcottová (1800–1877) svému švagrovi v dopise: "S velkou ctí ti můžu oznámit narození své druhé dcery... narodila se půl hodiny po dvanácté, dnes v noci, na mé (33.) narozeniny." V té době žili v Germatown, části Philadelphie ve státě Pennsylvania, ještě s její starší sestrou Annou.
V roce 1834 se přestěhovali do Bostonu ve státě Massachusetts, kde otec založil experimentální školu a připojil se ke skupině intelektuálů Transcendental Club, jejíž členové byli např. básníci a filozofové Ralph Waldo Emerson a Henry David Thoreau. Roku 1835 se narodila Louisina sestra Elisabeth. V roce 1840, po několikerých neúspěších se školou a narození poslední dcery Alcottovy rodiny, pojmenované po matce Abigail May, se Alcottova rodina stěhuje na sídlo Orchad house, v Concordu.
V roce 1843 poblíž Harvardu otec spolu s Charlesem Lanem zakládá Fruitlands, to byla komunita lidí, smýšlejících stejně jako Alcottovi. Žili zde podle zákonů přírody. Jedli, co vypěstovali, koupali se jen ve studené vodě, pili také jen vodu. Již po sedmi měsících se ukázalo, že to nebyl dobrý nápad. Komunita se ekonomicky neudržela. Rodina začala pronajímat místnosti v Orchad house a nakonec, za finanční pomoci Ralpha Waldo Emersona a z matčina dědictví, zakoupila Orchad house pro sebe, ale byla finančně zruinovaná.
Nápad s Fruitlands byl sice ránou z ekonomického hlediska, ale upevnil vztahy mezi rodinou a významnými lidmi, jakými byli filosofové a spisovatelé Henry David Thoreau, Nathaniel Hawthorne a především Ralph Waldo Emerson, kteří se stali rodinnými přáteli a spolu s otcem také učiteli Louisy. Pod jejich vlivem se vymezila proti otroctví, stala se příznivkyní feminismu.
Louisa později popsala své zkušenosti z tohoto období v novinách pod názvem Transcendental Wild Oats, později sebrané do knihy Silver Pitchers.
Finanční situace rodiny donutila Louisu jít do práce již v mladém věku. Pracovala jako občasná učitelka, švadlena, guvernantka, domácí pomocnice a spisovatelka. Její první kniha se jmenovala Flower Fables. Výběr originálních povídek, psaných pro Ellen Emersonovou, dceru Ralpha Waldo Emersona. V roce 1860 začala psát pro magazín Atlantic Monthly.
Když vypukla Americká občanská válka, Louisa sloužila jako ošetřovatelka v nemocnici v Georgtownu, D.C., po šest týdnů v letech 1862–1863. Své dopisy domů přepracovala a publikovala v Commonwealth a sesbírala do knihy Hospital Sketches. Kritika poprvé ocenila její pozorovací talent a humor.
Následovala slibná novela Moods, vycházející z jejích vlastních zkušeností a nadějí.
Pod pseudonymem A. M. Barnard psala vášnivé a plytké novely, jejímiž hrdinkami byly ponížené ženy, bojující za pomstu. Sama si této tvorby nevážila, ale byl to žádaný styl a jistota komerčního úspěchu.
Snad jako protiklad, psala Louisa také mravoučné pohádky a příběhy pro děti. A dále poloautobiografickou povídku Work a anonymní sentimentální novelu A modern Mephistopheles, u které existovalo podezření, že ji napsal Julian Hawthorne.

## Literární úspěch a pozdější život
Skutečný úspěch přišel s první částí novely Malé ženy (Little women: or Meg, Jo, Beth and Amy). Poloautobiografické vyprávění jejího dětství se sestrami v Concordu. Druhá část, Good wives, následuje sestry Marchovy do dospělosti a jejich vstupu do manželství. Malí muži (Little men), detailně popisuje život Jo ve škole Plumfield, kterou založila se svým manželem, profesorem Bhaerem, ze závěru druhé části Malých žen. Jo's boys kompletuje ságu rodiny Marchových. Většina Louisiných dalších děl následuje linii díla Malé ženy.
Hrdinkou díla Malé ženy je Jo, která vlastně představuje Louisu a své sestry v novele pojmenovala Meg (Anna), Beth a Amy (anagram May). Ale na rozdíl od knižní Jo se Louisa nikdy nevdala. Své staropanenství vysvětlila v interview s Louise Chandlerovou Moultonovou větou "... because I have fallen in love with so many pretty girls and never once the least bit with any man." (doslovný překlad: "... protože jsem zamilovaná do tolika krásných dívek a nikdy ani maličko do nějakého muže.").
V roce 1879 zemřela její nejmladší sestra May. Louisa si k sobě vzala její dceru jménem Louisa May Nieriker, zvanou Lulu, když jí byly dva roky. Lulu později dostala jméno po své tetě Louise. Louisiny pozdější příběhy byly podobenstvím o Lulu.
V pozdějším životě se Louisa stala obránkyní sufražetek (bojovnice za volební právo ženám) a byla první ženou, registrovanou do volební komise v Concordu.
Později s dalšími spisovatelkami byla spoluautorkou novely Gilded age, adresované ženským problémům ve viktoriánské době.
Louisa pokračovala s psaním až do své smrti. Donedávna se mělo za to, že zemřela na otravu rtutí. Obsahoval ji totiž lék Calomel, který se podával za války pacientům trpícím tyfem[nepřesný odkaz], ale novější výzkumy tuto teorii vyvrací. Podle nich její chronické zdravotní potíže, projevující se v pozdních letech, a také vyrážka na tvářích, které je vidět na fotografiích z té doby, ukazují na lupus.
Louisa zemřela v Bostonu ve věku 55 let, dva dny po návštěvě svého otce na smrtelné posteli. Její poslední slova byla: "Není to meningitida?". Pohřbena je se svou rodinou na hřbitově Sleepy hollow v Concordu.
Příběh jejího života a kariéry sepsala nejprve Ednah D. Cheneyová ve svém díle Louisa May Alcott: Her Life, Letters and Journals a potom Madeleine B. Sternová v biografii Louisa May Alcott.

## Sestry

### Anna Bronson Alcottová Prattová
Anna Bronson Alcottová Prattová (16. března 1831 – 13. července 1893) byla oddaná, obětavá a milující sestra, manželka a matka, která se přizpůsobila Viktoriánské době snadněji než její sestry. Jak rodina vzpomíná, Anna tvořila domov. Měla domácí školu od svých rodičů a v učení vynikala. V raném věku byla Anna posedlá divadlem a potají toužila "zářit před světem, jako velká herečka nebo primadona". V mládí ona a její sestra Louisa tvořily romantická melodramata, která, jako divadlo, předváděly přátelům.
V roce 1858, tj. v roce stěhování do Orchad house, Louisa a Anna pomáhaly formovat Conordskou dramatickou společnost. Dalším členem skupiny byl John Bridge Pratt. On a Anna se zamilovali během cvičení hry The loan of a lover. Popis svatby Meg, v Malých ženách, přesně popisuje svatbu Anny. Anna a John se vzali v salonu Orchad house 23. 5. 1860. Stejně jako Meg, měla Anna dvě děti, ale zatímco v novele se jedná o kluka Demiho a holčičku Daisy, ve skutečnosti to byli dva kluci, Frederick a John.
V roce 1877 Annin manžel John zemřel. S Lousinou pomocí zakoupila Anna The Thoreau House na Main street v Concordu, kde strávila poslední léta svého života péčí o ty, které milovala.

### Elisabeth Sewall Alcottová
Elisabeth Sewall Alcottová (24. června 1835 – 14. března 1858)
Povaha Beth odpovídala své představitelce v knize Malé ženy nejvíc. Louisa píše v Malých ženách: "Elisabeth, nebo Beth, jak jí každý říkal, byla červenající se, jemnovlasá, jasnooká dívka s plachým chováním, bázlivým hlasem a mírným vystupováním, které bylo zřídka kdy narušeno. Její otec jí říkal "Malý kliďas" a to jméno bylo perfektně vhodné pro její způsob života a její šťastný vlastní svět."
14. března 1858 napsala Louisa v novinách: "Moje drahá Beth zemřela ve tři hodiny ráno po dvou letech nemoci. Poslední týden opustila práci, i pouhá jehla se jí zdála těžká... V sobotu šla spát a kolem půlnoci upadla do bezvědomí, tiché dýchání jejího života trvalo do tří hodin. Potom, s posledním pohledem svých krásných očí, odešla."

### Abigail May Alcottová Nierikerová
Abigail May Alcottová Nierikerová (26. července 1840 – 29. prosince 1879)
Nejprve jí říkali Abba, potom Abby a nakonec May, jak uvedla, když se jí ptali v roce 1863, v jejích 20 letech. Narodila se v Concordu v Hosmer cottage. Už v mládí se projevil její malířský talent, když malovala ozdobné figurky a tváře lidí procházejících Orchad house. May pomáhala chudé rodině prodejem svých obrazů a vyučováním malířství, prodejem kreseb a výrobky modelovanými z hlíny. Pedagogiku se učila v Bowdoin school, v Bostonské obecní škole. Neodolala Louise v r. 1861 a vyučovala v první americké školce, kterou založila Elizabeth Palmerová Peabodyová. Později učila ranou formu umělecké terapie v psychiatrické léčebně v Syracuse v New Yourku, když se vrátila domů v roce 1862, začala učit umění v Concordské škole otcova přítele, Franklina Benjamin Sanborna.
May byla ilustrátorkou prvního vydání Malých žen, ale kritika to přijala negativně. Přesto Louisin finanční úspěch v roce 1868 dovolil May cestovat po Evropě. Po smrti Annina manžela, Johna Pratta v r. 1871 se Louisa vrátila do Concordu, zatímco May zůstala v Evropě a začala seriozně studovat. May hodně tvořila během svých studií v Paříži, Londýně a Římě.
V roce 1877 bylo jejím životem jen malování amerických žen ukazujících se v Pařížských salonech. Její plátna byla vystavována po celém světě. John Ruskin pochválil její kopie malíře Josepha Mallord William Turnera a její kopie Turnera byly znovu kopírovány studenty uměleckých škol. Její síla byla v kopírování a malování tehdejšího života, v oleji a vodních barvách, a malování květin na černém pozadí. Svou malbu "Divizna" darovala Ralph Waldo Emersonovi. Je k vidění v Orchad house.
Vdala se v roce 1878 v 38 letech za Ernesta Nierikera, švýcarského obchodníka a houslistu, o patnáct let mladšího. Společně žili v Meudonu, pařížském předměstí.
Publikovala v Concord Sketches s předmluvou své sestry. Ve své knize Studying Art Abroad, and How to do it Cheaply doporučuje: "Tady není umělecký svět, jako v Paříži, ne malířský, jako ve Francii. A nedokáže podnítit dobrou práci, rovnající se pařížským atelierům."
Roku 1879 zemřela na poporodní komplikace, šest týdnů po narození dcery Louisy May "Lulu". Podle přání May, Louisa vychovávala Lulu až do své smrti v r. 1888.
Příběh je zahrnut v knize The Uncollected Works of Louisa May Alcott, která je ilustrována malbami a kresbami May.

## Seznam děl
- 1849 – The Inheritance
- 1854 – Flower Fables
- 1863 – Hospital Sketches
- 1864 – The Rose Family: A Fairy Tale
- 1865 – Moods
- 1867 – Morning-Glories and Other Stories
- 1867 – The Mysterious Key and What It Opened
- 1868 – Malé ženy (Little Women or Meg, Jo, Beth and Amy)
- 1868 – Three Proverb Stories (obsahuje "Kitty's Class Day", "Aunt Kipp" a "Psyche's Art")
- 1869 – Good Wives
- 1870 – An Old Fashioned Girl
- 1872–1882 – Aunt Jo's Scrap-Bag
- 1871 – Malí muži (Little Men: Life at Plumfield with Jo's Boys)
- 1873 – "Transcendental Wild Oats"
- 1873 – Work: A Story of Experience
- 1875 – Eight Cousins or The Aunt-Hill
- 1875 – Beginning Again, Being a Continuation of Work
- 1876 – Silver Pitchers, and Independence: A Centennial Love Story,"
- 1876 – Rose in Bloom: A Sequel to Eight Cousins
- 1878 – Under the Lilacs
- 1880 – Jack and Jill: A Village Story
- 1886 – Jo's Boys and How They Turned Out: A Sequel to "Little Men"
- 1886–1889 – Lulu's Library
- 1888 – A Garland for Girls
- 1893 – Comic Tragedies

Pod pseudonymem A. M. Barnard
- 1866 – Behind a Mask, or a Woman's Power
- 1867 – The Abbot's Ghost, or Maurice Treherne's Temptation
- 1866 – A Long Fatal Love Chase (poprvé vyšlo 1995)

Anonymně
- 1877 – A Modern Mephistopheles

## Díla o Louise May Alcottové
- Ednah D. Cheneyová – Louisa May Alcott: Her Life, Letters and Journals (1889)
- Madeleine B. Sternová – Louisa May Alcott (1950)
- Gillian Armstrong – film Malé ženy (Little Woman) (1994)- hl. role: Winona Ryder (Jo), Trini Alvarado (Meg), Claire Danes (Beth), Kirsten Dunst (malá Amy), Susan Sarandon (matka) a Gabriel Byrne (profesor Bhaer).

## Dílo v češtině a slovenštině
- ALCOTT, Louisa May. Děvče z venkova. Praha: Jos. R. Vilímek, 1915. 320 s.
- ALCOTT, Louisa May. Dobré manželky: Dospívajícím dívkám. Praha: Ant. Auerverk, 1927. 285 s.
- ALCOTT, Louisa May. Malé ženy. [s.l.]: Ikar, 2020. 494 s. ISBN 978-80-249-4112-7.
- ALCOTT, Louisa May. Veľkí muži. [s.l.]: Mladé letá, 2002. 272 s. ISBN 80-06-01176-1. (slovensky)